# Szakter Judit
Szakter Judit (Zalaegerszeg, 1972. október 24.) magyar festőművész.

## Kiállítások
-2016. május 13. egyéni kiállítás- Keresztury Dezső Városi Művelődési Központ Zalaegerszeg-Andráshidai Művelődési Ház
-2016.augusztus 05. egyéni kiállítás- Egervár, Egervári Nádasdy-Széchenyi várkastély
-2016.október 17. egyéni kiállítás- Zalaegerszeg, Mimosa Lounge Art kávéház
-2017.november 21. egyéni kiállítás- Zalaegerszeg, Mimosa Lounge Art kávéház
-2020. január 10. egyéni kiállítás- Zalaegerszeg, Sóbarlang
-2021. október 16. egyéni kiállítás- Lakhegy, Faluház
-2022. február 04. csoportos kiállítás- „Természetközelség” címmel, Titok Galéria, Budapest, Ó utca 12.
-2022. április 08. egyéni kiállítás - Zalalövő, Salla Művelődési Központ
-2022. július 1-3. csoportos kiállítás és vásár - Talented Art Fair , Brighton 1st-3rd of July 2022
-2022. november 1-20. A Golden Duck Galéria és a Fine Arts Capital csoportos kiállítása, "BeGinnings-KEZDETEK" cimmel. Golden Duck Gallery&Art Space, Budapest, Raday utca 31/b
-2023. 02 - Art for Peace, Budapest
-2023. 03.31 - "Húsvét" címmel, Titok Galéria, Budapest
-2023. 04. 21 -  "ELSŐ KATALÓGUSBEMUTATÓ KIÁLLÍTÁS-ARTsCAP-Fine Arts Capital" - Golden Duck Galéria, Budapest

## Grafikai munkák
Könyvillusztráció:
2016 - "Ambrus József: Egy marék szerenád"- - Aposztróf kiadó
2022 - Lemezborító (külső és belső) - "Zaklatás zenekar"-Szegek a szívemben c. album
Logo - DuplaGé Pictures
Logo / cimke - Kiskerti Finomságok
stb.....

## Elismerések
- Az International Award Art Group (IAAG) 2021.júliusi megmérettetésén President Award - Elnöki díjban részesültem a "Nővérek", 2022 áprilisában pedig "Elmentem világgá..." c. festményemmel!
-"Moho" sapiens képzőművészeti pályázat, díjátadó, 2021.11.19, Budapest K11 Művészeti és Kulturális Központ. 3. helyezés
- INNOVART Képzőművészeti pályázat és díjátadó, kiállítás, 2022.11.04. Budapest, UP Újpest Rendezvénytér, Különdíj